# Kyle Kirkwood
Kyle Kirkwood, né le 19 octobre 1998 à Jupiter (États-Unis), est un pilote automobile américain engagé en IndyCar Series au sein de l'équipe Andretti Autosport pour la saison 2023. 
Le pilote s'est distingué en remportant de nombreuses compétitions de formules de promotion comme la Formule 4 des États-Unis en 2017, l'US F2000 et la Formule régionale des Amériques en 2018, l'Indy Pro 2000 en 2019 ou encore l'Indy Lights en 2021. Il participe à l'IndyCar Series depuis 2022. Depuis 2023, il est pilote au sein de l'équipe Andretti Autosport avec laquelle il remporte sa première course dans la catégorie.

## Biographie

### Débuts en karting et en monoplace
Kyle Kirkwood est né dans la ville de Jupiter en Floride. Il commence le karting très jeune et concourent notamment avec Oliver Askew, un autre futur pilote automobile originaire de Jupiter que Kirkwood connait depuis l'âge de 5 ans. Il remporte de nombreux trophées en karting jusqu'en 2016.
En 2015, Kirkwood fait ses premiers pas en monoplace en participant au F1600 Championship Series (en) au volant d'une Formule Ford. Il participe à 7 courses et parvient notamment à remporter la victoire à sa première course. Lors de la saison 2016, il s'engage dans le Championnat des États-Unis de Formule 4 et termine troisième du championnat. Grâce à ses résultats, il est sélectionné en Formule Ford pour représenter la Team USA au Formule Ford Festival et au Walter Hayes Trophy où il termine respectivement septième et quatrième.

### Succès dans les championnats américains
A la fin de l'année 2016, il participe au Mazda Road to Indy Shootout (en) qui offre au vainqueur une bourse de 200 000 $ pour intégrer le programme Road to Indy et participer au US F2000 National Championship en 2017. Kyle Kirkwood échoue en terminant à la quatrième place de la compétition remportée par son ami d'enfance Oliver Askew. Le pilote retourne dans le Championnat des États-Unis de Formule 4 en 2017. Il s'adjuge cette saison-là 9 victoires et remporte le championnat.
En 2018, Kyle Kirkwood s'engage en parallèle dans deux championnats. Il participe à l'US F2000 et à la saison inaugurale du Championnat des Amériques de Formule Régionale,. Le pilote américain domine les deux compétitions en remportant 12 des 14 courses de l'US F2000 et 15 des 17 courses de FR américaine. Il remporte aisément les deux titres. 
Kirkwood prend part en 2019 à l'Indy Pro 2000 Championship, le troisième échelon du Road to Indy. Après quelques difficultés dans les premières courses, le pilote se ressaisit en remportant la sixième et la septième épreuves se déroulant à Road America. Il domine par la suite les deux derniers tiers du championnat qu'il finit par remporter. Il s'agit de son quatrième titre en trois ans. 
En fin de saison 2019, il est invité à participer aux deux derniers courses d'Euroformula Open à Monza. Il participe également aux essais d'après-saisons d'Indy Lights avec l'équipe Andretti Autosport qui l'engage pour la saison 2020 dans la catégorie. Avec son équipe, le pilote prend part aux essais des rookies de Formule E en février 2020. Cependant, la pandémie de Covid-19 entraîne l'annulation du championnat d'Indy Lights. Sans autre volant en 2020, Kirkwood participe à quelques épreuves en endurance du WeatherTech SportsCar Championship 2020 et du IMSA Prototype Challenge.
Après une année d’interruption, l'Indy Lights est à nouveau organisé en 2021. Kyle Kirkwood remporte le championnat d'Indy Lights avec Andretti Autosport et devient alors le premier pilote à remporter tous les championnats de promotion du Road to Indy.

### Début en IndyCar Series
En tant que champion d'Indy Lights, Kyle Kirkwood est garanti de pouvoir participer à au moins trois courses d'IndyCar Series, dont les 500 miles d'Indianapolis. De nombreuses équipes d'IndyCar portent de l’intérêt sur le pilote américain. Michael Andretti, propriétaire de l'équipe Andretti Autosport, souhaite garder Kirkwood, mais n'a plus de place disponible pour la saison 2022 et envisage d'engager le pilote en Formule E s'il ne trouve pas de volant. Finalement, Kyle Kirkwood annonce le 10 novembre 2021 la signature d'un contrat à plein temps en IndyCar en 2022 avec l'équipe A. J. Foyt Enterprises.
La première saison de Kyle Kirkwood en IndyCar est une saison d'apprentissage pour le pilote qui doit se familiariser avec la stratégie de course et le développement de la voiture. Il termine la saison à la 24e place et son meilleur résultat en course est une 10e place obtenue au Grand Prix de Long Beach. 
Pour la saison 2023, l'équipe Andretti Autosport annonce au début du mois de juin 2022 que Kirkwood est engagé au sein de leur équipe. Partant en pole position lors du Grand Prix de Long Beach 2023, il remporte sa première course en IndyCar Series en résistant au pilote Romain Grosjean, deuxième de l'épreuve, tout en ayant adopté une bonne stratégie de course. 

## Carrière

### Résultat en monoplace
| Saison | Championnat                             | Équipe               | Courses                                              | Victoires                                            | Podiums                                              | Pole positions                                       | Meilleurs tours                                      | Points                                               | Classement                                           |
| ------ | --------------------------------------- | -------------------- | ---------------------------------------------------- | ---------------------------------------------------- | ---------------------------------------------------- | ---------------------------------------------------- | ---------------------------------------------------- | ---------------------------------------------------- | ---------------------------------------------------- |
| 2015   | F1600 Championship Series (en)          | Chastain Motorsports | 7                                                    | 1                                                    | 2                                                    | 0                                                    | 1                                                    | 181                                                  | 16e                                                  |
| 2016   | Championnat des États-Unis de Formule 4 | Primus Racing        | 15                                                   | 1                                                    | 9                                                    | 1                                                    | 1                                                    | 153                                                  | 3e                                                   |
| 2016   | Formule Ford Festival                   | Team USA Scholarship | 3                                                    | 0                                                    | 0                                                    | 0                                                    | 0                                                    | -                                                    | 7e                                                   |
| 2016   | F1600 - Walter Hayes Trophy             | Team USA Scholarship | 5                                                    | 1                                                    | 2                                                    | 0                                                    | 1                                                    | -                                                    | 4e                                                   |
| 2017   | Championnat des États-Unis de Formule 4 | Cape Motorsports     | 20                                                   | 9                                                    | 15                                                   | 6                                                    | 10                                                   | 345                                                  | Champion                                             |
| 2018   | Formule Régionale Amériques             | Abel Motorsports     | 17                                                   | 15                                                   | 17                                                   | 15                                                   | 17                                                   | 405                                                  | Champion                                             |
| 2018   | US F2000 National Championship          | Cape Motorsports     | 14                                                   | 12                                                   | 13                                                   | 6                                                    | 6                                                    | 440                                                  | Champion                                             |
| 2019   | Indy Pro 2000                           | RP Motorsport        | 16                                                   | 9                                                    | 11                                                   | 5                                                    | 7                                                    | 419                                                  | Champion                                             |
| 2019   | Euroformula Open                        | RP Motorsport        | 2                                                    | 0                                                    | 0                                                    | 0                                                    | 0                                                    | Pilote invité                                        | Pilote invité                                        |
| 2020   | Indy Lights                             | Andretti Autosport   | Saison annulée à la suite de la pandémie de Covid-19 | Saison annulée à la suite de la pandémie de Covid-19 | Saison annulée à la suite de la pandémie de Covid-19 | Saison annulée à la suite de la pandémie de Covid-19 | Saison annulée à la suite de la pandémie de Covid-19 | Saison annulée à la suite de la pandémie de Covid-19 | Saison annulée à la suite de la pandémie de Covid-19 |
| 2021   | Indy Lights                             | Andretti Autosport   | 20                                                   | 10                                                   | 14                                                   | 7                                                    | 9                                                    | 520                                                  | Champion                                             |

### Résultats en IndyCar Series
| Saison | Écurie                 | GP disputés | Pole positions | Victoires | Podiums | Meilleur tours | Points inscrits | Classement |
| ------ | ---------------------- | ----------- | -------------- | --------- | ------- | -------------- | --------------- | ---------- |
| 2022   | A. J. Foyt Enterprises | 17          | 0              | 0         | 0       | 0              | 182             | 24e        |
| 2023   | Andretti Autosport     | 17          | 2              | 2         | 1       | 1              | 352             | 11e        |
| 2024   | Andretti Global        | 18          | 1              | 0         | 1       | 0              | 420             | 7e         |
| 2025   | Andretti Global        |             |                |           |         |                |                 |            |

### Résultat en endurance
| Saison | Championnat                                        | Équipe                 | Courses | Victoires | Podiums | Pole positions | Meilleurs tours | Points | Classement |
| ------ | -------------------------------------------------- | ---------------------- | ------- | --------- | ------- | -------------- | --------------- | ------ | ---------- |
| 2020   | WeatherTech SportsCar Championship - GTD class     | AIM Vasser Sullivan    | 2       | 0         | 0       | 0              | 0               | 42     | 37e        |
| 2020   | IMSA Prototype Challenge                           | Forty7 Motorsports     | 4       | 1         | 2       | 0              | 4               | 109    | 16e        |
| 2021   | WeatherTech SportsCar Championship - GTD class     | Vasser Sullivan Racing | 4       | 0         | 0       | 0              | 0               | 898    | 29e        |
| 2022   | WeatherTech SportsCar Championship - GTD Pro class | Vasser Sullivan Racing | 4       | 1         | 1       | 0              | 0               | 999    | 9e         |
| 2023   | WeatherTech SportsCar Championship - GTD class     | Vasser Sullivan Racing | 1       | 0         | 0       | 0              | 0               | 284    | 48e        |
| 2023   | WeatherTech SportsCar Championship - GTD Pro class | Vasser Sullivan Racing | 2       | 0         | 1       | 0              | 0               | 617    | 13e        |
| 2024   | WeatherTech SportsCar Championship - GTD Pro class | Vasser Sullivan Racing | 3       | 1         | 1       | 0              | 0               | 817    | 19e        |